# لنز کانن ئی‌اف ۲۸–۱۳۵میلی‌متر
لنز کانن ئی‌اف ۲۸–۱۳۵میلی‌متر (به انگلیسی: Canon EF 28–135mm lens) نام لنز دوربین عکاسی از نوع زوم است که توسط شرکت کانن تولید می‌شود. فاصلهٔ کانونی این لنز ۲۸ تا ۱۳۵ میلی‌متر، دیافراگم آن دارای ۶ تیغه و ضریب اف آن اف ۳٫۵ تا ۵٫۶ تا اف ۲۲ تا ۳۶ است. این لنز در ۱ فوریه ۱۹۹۸ میلادی تولید و عرضه شده‌است.